# Damir Orlić
Damir Orlić (Rijeka, 15. listopada 1976.) je hrvatski kazališni, televizijski i filmski glumac.

## Filmografija

### Televizijske uloge
- "Dnevnik velikog Perice" kao Ante Gačina (2021.)
- "Larin izbor" kao Tončijev doktor (2011.)
- "Zakon!" kao poštar Josip, Vjeko (2009.)
- "Mamutica" kao Gordan Rebak (2009.)
- "Ne daj se, Nina" kao Hrvoje Lugarić (2008.)
- "Balkan Inc." kao dr. Jakovina (2006.)

### Filmske uloge
- "Plavi Petar" (kratki film) kao ovršitelj (2016.)
- "Sanjala si da si sretna" kao radnik #1 (2015.)
- "Koko i duhovi" kao Ljubo (2011.)
- "Nije kraj" kao Martinov kolega #2 (2008.)
- "Duga mračna noć" (2004.)
- "Najmanji čovjek na svijetu" (2000.)
- "Sunčana strana subote" (1999.)

### Sinkronizacija
- "Stuart Mali 2" kao taksi vozač (2002.)
- "Scooby Doo i napadači iz svemira" kao Max (2000.)
- "Gospodar prstenova" kao Legolas (1999.)

## Nagrade i priznanja
- Dobitnik je godišnje nagrade Grada Rijeke za iznimne glumačke kreacije u predstavama Hrvatskog narodnog kazališta Ivana pl. Zajca i HKD Teatra.[1]

## Vanjske poveznice
- Damir Orlić u internetskoj bazi filmova IMDb-u (engl.)
- Stranica na HNK-Zajc.hr  Arhivirana inačica izvorne stranice od 15. travnja 2010. (Wayback Machine)